# Sodomka DM 4
Sodomka DM 4 je model autobusového přívěsu, který po druhé světové válce vyráběla firma Sodomka (pozdější Karosa) ve Vysokém Mýtě.

## Konstrukce
Sodomka DM 4 je dvounápravový autobusový vlečný vůz (přívěs). Odvozen je předchozího modelu PRK 4, který byl vyroben za války v jediném kusu. DM 4 měl dřevěnou samonosnou karoserii, z vnější strany oplechovanou, s ocelovými výztuhami. Zadní i přední náprava měly jednoduchou montáž (tedy celkem čtyři kola), přední byla řiditelná. Sedačky v interiéru byly uspořádány podélně, v obou čelech vozu se nacházela vždy jedna sedačka (v zadní po směru, v předním čele proti směru jízdy). Pro výstup a nástup byly určeny jedny, ručně ovládané, tzv. bouchací (na kliku) dveře v pravé bočnici (přibližně uprostřed délky vozu).

## Výroba a provoz
Poté, co nebyla kvůli událostem na konci války zahájena výroba typu PRK 4, se firma Sodomka snažila neztratit zakázku na výrobu 50 těchto vozů od ČSD (za války ČMD-BMB) z roku 1944. Po obtížích spojených s nákupem materiálu a součástek se rozhodla model PRK 4 modifikovat. Vlečný vůz tak byl prodloužen a byl zvětšen rozvor, čímž bylo dosaženo větší obsaditelnosti. Výroba modifikovaného typu DM 4 (číslice znamená počet kol) probíhala v letech 1947 a 1948 a ČSD bylo dodáno minimálně 90 těchto vozidel.

## Historické vozy
- Ladislav Tetera (Kroměříž-Bílany)